# Белая Балка (Донское сельское поселение)
Бе́лая Ба́лка — хутор в Чертковском районе Ростовской области.
Входит в состав Донского сельского поселения.

## Население
| 2010 |
| ---- |
| 55   |

## Улицы
На хуторе имеются две улицы — Огородная и Садовая.